# Dominic Black

Zawodnik West Virginia Mountaineers

Dominic Black (ur. 22 października 1969) – amerykański zapaśnik w stylu wolnym. Złoty medalista igrzysk panamerykańskich w 1999. Srebrne medale na mistrzostwach panamerykańskich w 1993 i 2000 roku. Dwukrotny uczestnik mistrzostw świata w 1999 i 2001 roku. Pierwsze miejsce w Pucharze Świata w 1995; trzecie w 2001; czwarte w 2000 roku.
Zawodnik Henry Clay High School z Lexington i West Virginia University. All-American w NCAA Division I w 1991 roku, gdzie zajął czwarte miejsce. W 1990 i 1991 zwycięzca EWL, zaliczony do Galerii Sławy tej organizacji. W 1997 wstąpił do United States Army. W 2003 roku zdobył złoty medal na Wojskowych Mistrzostwach Świata w Stambule.